# 非戰角殼灰介
非戰角殼灰介（学名：Cornucoquimba feijann）为半花介科角殼灰介屬下的一个种。